# Большое Шахчурино
Большое Шахчу́рино (чув. Мӑн Аначкасси) — деревня, вошедшая в 1983 году в состав города Чебоксары.

## История
Деревня упомянута в последней четверти XVII века: согласно материалам разбора (проверки боевой годности служилых людей), проведенного князем Ф. Ф. Бельским и подьячим Ф. Протопоповым в Чебоксарах в декабре 1679 — феврале 1680 года, в деревне Шахчурино Кувшинской волости Чебоксарского уезда проживали два тархана — Тегень (Тегенев Лемен) и Уразгильда (Уразгильдин Савка).
В августе 1983 года деревня Большое Шахчурино включена в черту Чебоксар с исключением её из списка населённых пунктов Чувашской АССР. В сентябре 1983 года центральной улице деревни присвоено наименование «улица Плеханова».
Религия
В конце XIX — начале XX века жители деревни были прихожанами Богородицкой церкви села Вомбукасы (Богородицкое, Байдеряково, Альгешево); церковь была закрыта в 1940 году, приход восстановлен в 1947 году.
Административно-территориальная принадлежность
В составе: Кувшинской (до 1796 года), Чебоксарской волостей Чебоксарского уезда Казанской губернии (до образования в 1920 году Чувашской автономной области). До 1927 года в составе Чебоксарской волости Чебоксарского уезда Чувашской АО / Чувашской АССР, с 1 октября 1927 года — в Чебоксарском районе Чувашской АССР. 

С 25 октября 1979 года территория деревни передана Чебоксарскому горсовету (Калининский райсовет).

Сельские советы: с 1 октября 1927 года — Альгешевский, с 6 апреля 1960 года по 25 октября 1979 года — Синьяльский.

## Название
Краевед И. С. Дубанов, ссылаясь на работы Л. П. Павлова, В. П. Станьяла и М. Юхмы, приводит несколько версий происхождения названия:
- от «шах» и «чура» — «воины царя» (Л. П. Павлов, В. П. Станьял);
- от дохристианского мужского имени Шахчур;
- от имени чуваша-язычника Шахчура, выходца из селения Унгасёмы Цивильского района (М. Юхма).

Прежние названия
Шахчурина (1781, 1859), Большая-Шахчурина (1897), Шахчурина Большая (Анат-касы) (1907), Мӑн Шӑхчар (1927).

## Население
| Год     | 1859 | 1897 | 1907 |
| ------- | ---- | ---- | ---- |
| Жителей | 196  | 161  | 189  |

## Памятники и памятные места
Памятник воинам, павшим в Великой Отечественной войне 1941—1945 гг. (Чебоксары, ул. Плеханова).

## Уроженцы
- Кадыков Иван Герасимович (1889, Большое Шахчурино, Чебоксарский уезд — 1918, Чебоксары) — активный деятель революционного движения в Чувашии, председатель Чебоксарского уездного совета рабочих, крестьянских и солдатских депутатов (до марта 1918 года).
- Ташков Василий Никитич (1916, Большое Шахчурино, Чебоксарский уезд — 1994, Кугеси, Чебоксарский район) — учитель, участник Великой Отечественной войны (1941—1945), директор Красночетайской средней школы (1950—1953). Заслуженный учитель школы РСФСР (1960)[17].